# نیکانور کاسرس
| اطلاعات شخصی    | اطلاعات شخصی           | اطلاعات شخصی           |
| --------------- | ---------------------- | ---------------------- |
| تولد            | 1813 ( آرژانتین )      | 1813 ( آرژانتین )      |
| مرگ             | 1870 ( اروگوئه )       | 1870 ( اروگوئه )       |
| ملیت            | آرژانتین               | آرژانتین               |
| اطلاعات حرفه ای |                        |                        |
| اشتغال          | نظامی                  | نظامی                  |
| درجه نظامی      | عمومی                  | عمومی                  |
| درگیری ها       | جنگ های داخلی آرژانتین | جنگ های داخلی آرژانتین |
| حزب سیاسی       | حزب فدرال حزب متحد     | حزب فدرال حزب متحد     |

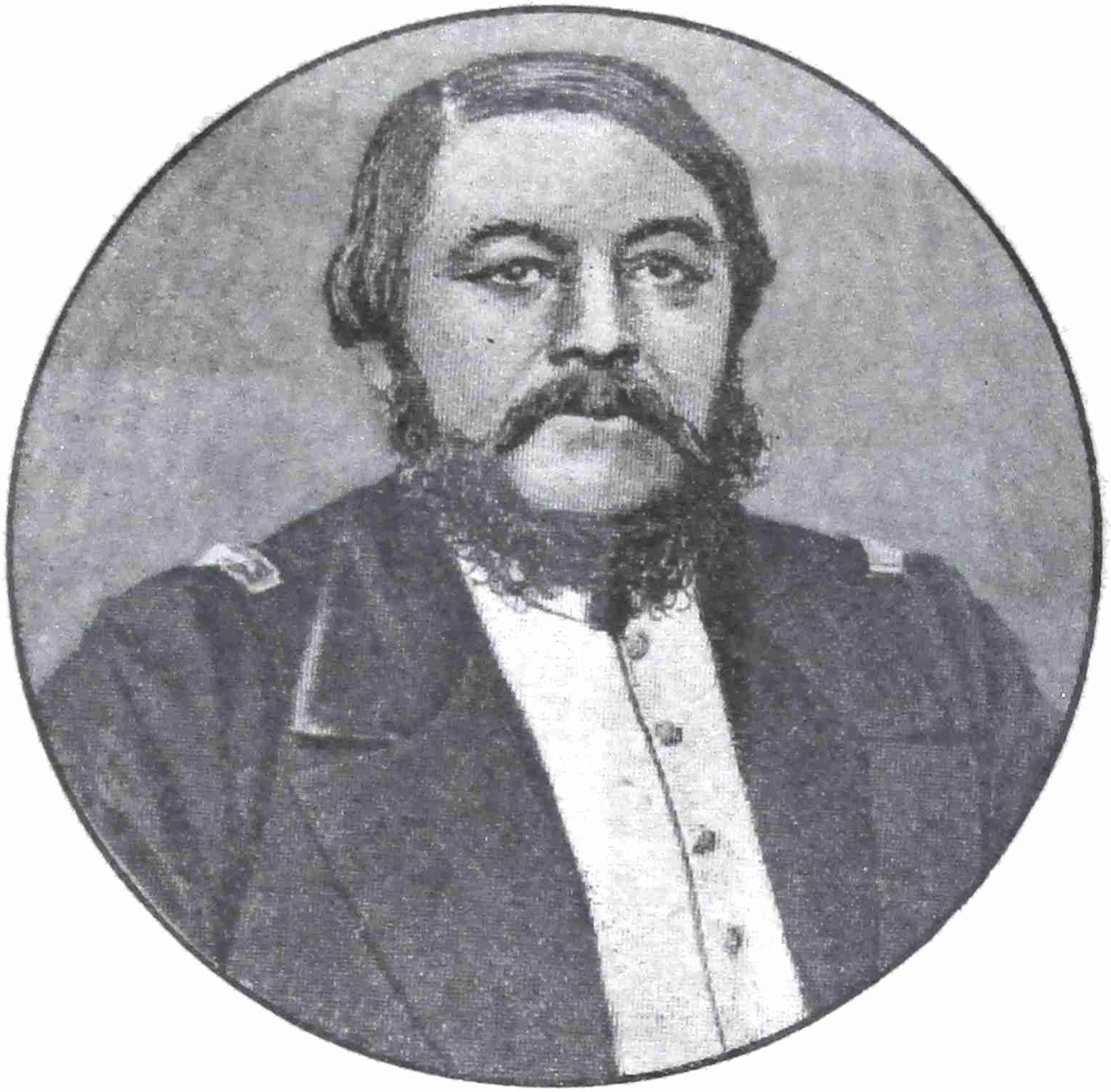
نیکانور کاسرس

نیکانور کاسرس (کورینتس، ژانویه ۱۸۱۳ - سالتو، دسامبر ۱۸۷۰) نظامی و دامدار آرژانتینی است که رهبر استان کورینتس در زمان جنگ‌های داخلی آرژانتین بود. او در نبرد پاگو لارگو، در نبرد کاآگوازو و در نبرد آریو گرانده جنگیده‌است. پس از سرنگونی لوپز، او در انتریوس مستقر شد و با لوپز جردن به اتحاد رسید و روزهای پایانی عمر خود را در سالتو (اروگوئه) به پایان رساند، و در نهایت در سال ۱۸۷۸ درگذشت. زندگی سیاسی دوگانه و آشفته کاسرس او را به شخصیتی خاص برای مطالعه سیاسی آرژانتین در دوره بین نبرد کازروس و جنگ پاراگوئه تبدیل می‌کند.